# كلاي فان ألستين
كلاي فـان ألستين (بالإنجليزية: Clay Van Alstyne)‏ هو لاعب كرة قاعدة أمريكي، ولد في 24 مايو 1900 في Stuyvesant, New York ‏ في الولايات المتحدة، وتوفي في 5 يناير 1960 في هدسون في الولايات المتحدة.

## وصلات خارجية
- كلاي فـان ألستين على موقعبيزبول رفرنس.كوم (الدوري الرئيسي) (الإنجليزية)